# خوسيه أنطونيو راميريز لوزانو
خوسيه أنطونيو راميريز لوزانو (بالإسبانية: José Antonio Ramírez Lozano)‏ هو كاتب إسباني، ولد في 1950 في نوغالس في إسبانيا.